# 蘇利齊亞河
蘇利察河（烏克蘭語：Сулиця），是烏克蘭中部的河流，屬於蘇拉河的支流。該河流經波爾塔瓦州的米爾霍羅德區和盧布尼區，河道全長49公里，流域面積275平方公里。